# Malik Mirzapur, Bidar
Malik Mirzapur là một làng thuộc tehsil Bidar, huyện Bidar, bang Karnataka, Ấn Độ.